# Bianca Bouwhuis
Bianca Bouwhuis (meisjesnaam Brandt) is een personage uit de Nederlandse soapserie Goede tijden, slechte tijden. Bianca debuteerde op 20 oktober 2010 en werd sindsdien gespeeld door actrice Cynthia Abma. Op 23 september 2013 werd bekendgemaakt dat Abma de overstap maakte naar SBS6 en stopte met haar rol in GTST. Abma speelde al eerder een rol in de soap, namelijk die van Lianne in een drietal afleveringen in 1991. Elvira Out nam de rol van Bianca over. Zij is vanaf 9 december 2013 te zien in de soap. Ook Out was al eens eerder te zien, namelijk in 2007 als psychologe Emma Snijder.

## Geschiedenis
Bianca en haar man Anton zijn met hun zoons verhuisd vanuit een klein dorp naar het grote Meerdijk en dat levert voor de zoons de nodige problemen op. Ze hebben hun intrek genomen in het huis (en de praktijk) van Martijn en Irene Huygens. Bianca en Anton hebben al vaak op een politiebureau gezeten voor hun zoon Sjoerd. Bianca staat altijd voor haar gezin klaar, als ze iets wil vraagt ze het eerst altijd aan haar man, die haar op een gegeven moment haar zin geeft. Bianca werkt bij Charlie Fischer in de salon. Als ze hoort dat haar zoon Edwin Bouwhuis homo is, accepteert ze het meteen in tegenstelling tot haar man Anton Bouwhuis. Bianca doet er alles aan om Anton het te laten accepteren. Verder weet Bianca dat degene die Noud Alberts heeft aangereden niet is doorgereden, maar dat dat Ludo Sanders was.
Bianca verzamelt beeldjes van kikkers. Als Anton ze op een dag breekt tijdens het verhuizen durft hij haar niets te zeggen. Hij spreekt met een andere vrouw af voor nieuwe kikker-beeldjes. Bianca dacht dat hij een relatie met haar had, maar gelukkig was het alleen om de kikkers.
Als Edwin overlijdt, heeft Bianca het hier heel moeilijk mee. Ook omdat haar gezin langzaam uit elkaar valt, Anton werkt altijd en Sjoerd heeft nu zijn eigen gezin. Ze is dol op haar kleinzoon Bram. Hierdoor jaagt ze haar schoondochter Rikki de Jong tegen zich in het harnas, zij vindt dat Bianca zich te veel met Bram bezighoudt. Als Bianca Bram haar kind noemt, vertrekt Rikki met Bram en gaat ze weer bij haar vader wonen. Sjoerd blijft bij haar wonen, maar vindt wel dat er door zijn ouders eindelijk eens om Edwin gerouwd moet worden. Als blijkt dat Anton is gevlucht in een affaire met Maxime, is Bianca woedend. Het huwelijk tussen Anton en Bianca bereikt een dieptepunt.
Bianca is heel blij wanneer haar broertje Mike Brandt in Meerdijk komt wonen. Ze koestert enige wrok tegen Maxime Sanders, net zoals Janine Elschot, vanwege de affaire die haar man had met haar.
Nadat hun huwelijk weer in een rustig vaarwater is beland, besluiten ze hun huwelijksbelofte opnieuw uit te spreken. Echter Tim Loderus heeft inmiddels zijn intrede gemaakt in Meerdijk. Hij komt op verzoek van Sjoerd en Rikki viool spelen op hun feest. Wat niemand wist is dat Tim zijn vader zoekt en na een toespraak van Anton wordt het hem te veel. Zo kwam Bianca erachter dat Anton vreemd is gegaan tijdens haar zwangerschap van Edwin en later ook vaker vreemd is gegaan. Ze gaat even tijdelijk ergens anders slapen en na verschillende pogingen om haar gezin te herenigen besluit ze om met hele gezin op safari te gaan in Zuid-Afrika. Daar lukte het eindelijk om het gezin weer te herenigen. 
Kort daarna ging de relatie van Sjoerd Bouwhuis uit en Bianca vindt het moeilijk om hem verdrietig te zien. De schrik is dan ook groot als ze erachter komt dat hij zich bijna had dood gedronken, maar gelukkig was haar man Anton er op tijd bij om hem te redden. Maar kort daarna ging het weer mis als ze zijn kamer doorzoeken. Bianca en Anton vonden drugs en kwamen er zo achter dat hij drugs gebruikt. Opnieuw een zware klap voor Bianca. Het heeft voor hem grote gevolgen, zijn ouders zetten hem het huis uit en hij raakt de voogdij kwijt over zijn zoon Bram, waardoor Bianca haar kleinzoon maar weinig ziet. Uiteindelijk heeft een ruzie met zijn dealer de doorbraak gegeven. Tim belandde in het ziekenhuis en raakt zijn geheugen kwijt. Sjoerd is eindelijk aan het inzien wat hij heeft aangedaan en stopt met drugs. Bianca vergeeft hem pas nadat hij in huilen uitbarst en troost hem. Zij probeert de anderen te overtuigen dat hij is gestopt. Uiteindelijk moet Bianca voor een paar maanden afscheid nemen van Sjoerd als hij besluit om af te kicken in Amerika. 
Een paar dagen na het vertrek van Sjoerd moet Bianca opnieuw een klap verwerken. Tijdens het vrijgezellenfeest van Rik en Nuran is de parachute van haar broertje Mike niet open gegaan en hij is in één klap dood. Als ze hoort dat het met opzet was is ze in alle staten en is ze van plan om de moordenaar flink te laten boeten. Ze draait echter behoorlijk door, als ze Nina Sanders van de moord verdenkt probeert ze zelfs haar baby Nola Sanders, tevens de dochter van Mike, te ontvoeren. Dankzij Lorena Gonzalez en Anton Bouwhuis is dit niet uit de hand gelopen, en op aanraden van Anton gaat Bianca naar een vriendin in Andorra.
Na haar terugkomst biecht Anton op dat hij vreemd was gegaan met Julia Loderus, de vrouw met wie hij eerder een zoon Tim kreeg. Hij besluit zelf om weg te gaan en in de Rozenboom te logeren. Bianca wil nu echt helemaal niets meer met Anton te maken hebben. Hetzelfde geldt ook voor haar zoon Sjoerd en stiefzoon Tim. Sjoerd is heel lief voor zijn moeder. Anton en Bianca besluiten om zo snel mogelijk te gaan scheiden. 
Bianca weet inmiddels ook wie haar broer Mike heeft vermoord. Dat was Rik de Jong. Eigenlijk was het op Aysen Baydar bedoeld. Nadat Sjoerd een eerbetoon heeft gegeven op het plein kan Bianca dit hoofdstuk langzaamaan gaan afsluiten. 
De scheiding tussen Bianca en Anton loopt uit op een vechtscheiding. Ze hebben constant ruzie. De scheiding komt op een laag pitje te staan als blijkt dat Tim vermist is. Tim heeft al maanden bij Willem gelogeerd die voor hem heeft gezorgd nadat hij door een boot was aangevaren. Uiteindelijk verscheen Tim ineens en vertelt alles wat er gebeurd is. 
Omdat er te veel gebeurd is in het leven van Rikki de Jong komt zij samen met Bram een tijdje bij familie Bouwhuis wonen. Ondanks dat zij en Anton goed voor Rikki zorgen raakt Rikki verliefd op Anton. Als Anton bij Rikki in slaap valt en zij hem wil kussen dan duwt hij haar hardnekkig af. Sjoerd en Bianca komen kijken wat er aan de hand is. Hier blijkt 2 verschillende verhalen uit voortgekomen. Anton zei dat Rikki verliefd is op hem en Rikki zei dat Anton haar heeft aangerand. Bianca kiest de kant van Anton. Helaas steunt de rest Rikki. 
Door het gedoe met Rikki krijgt Bianca weer gevoelens voor Anton. Ze besluiten hun relatie een nieuwe kans te geven. Hier is Sjoerd niet blij mee en wil niets meer met zijn ouders te maken hebben. Ook niet als blijkt dat Anton vrijgesproken is vanwege gebrek aan bewijs. Bianca heeft het moeilijk dat Sjoerd geen contact meer wil en daardoor Bram ook niet ziet. Gelukkig biecht Rikki haar leugen op en wil Sjoerd het goedmaken met zijn vader.
Bianca is er blij mee dat Sjoerd weer contact wil, maar maakt zich ondertussen ook zorgen om Anton. Anton drinkt veel en snuift peppillen op. Anton ontkent alles. Bianca heeft ervoor gezorgd dat Anton een paar weken vrij is omdat het niet goed gaat met hem. Anton neemt dit kwalijk en stuurt haar weg. Een paar dagen later krijgt Anton een zwaar auto- ongeluk en het is nog maar de vraag of hij dit overleeft. Gelukkig heeft hij dit op het nippertje gered.
Een paar weken na het ongeluk van Anton lijkt het langzaamaan weer het oude gezellige gezin te worden. Echter komt Anna Brandt, haar achternicht bij de familie logeren. Bianca en met name Anton zijn hier niet zo blij mee, maar ze mag in ieder geval blijven.
Na het vertrek van Lorena Gonzalez zal ze haar kap- en schoonheidsalon overnemen. Ze moet erg wennen aan haar nieuwe rol als ondernemer en wil ook koste wat het kost het hele huishouden runnen. Dat zorgt ervoor dat zij erg gestrest raakt. Op een gegeven moment ziet zij in dat het niet anders kan dan dat haar man Anton en/of haar zoon Sjoerd haar helpen in het huishouden en dat niet alles perfect is zoals zij dat normaal doet. Sindsdien gaat het beter, al heeft ze soms moeite dat ze veel tijd kwijt is aan haar zaak die zij Sapsalon heeft genoemd. Zo wil ze meer tijd hebben voor haar vriendinnen, zoals Janine die op dat moment het niet makkelijk heeft.
Haar leven verloopt goed. Uiteindelijk gebeurt er iets ergs. Bianca komt erachter dat Ardil Baydar, de broer van Aysen, haar eigen zoon Sjoerd Bouwhuis weer terug in het coke-circuit brengt. Dit pikt ze niet. Wanneer Sjoerd was gegaan, ging Bianca naar boven naar Ardil om verhaal te halen. Dit resulteerde zich dramatisch. Ardil ontliep haar, waardoor Bianca door haar woede zichzelf even verliest en Ardil uit het raam duwt. Hierbij scheurt Ardil's maag en overlijdt aan zijn verwondingen een dag later. Aysen maakte een enorme klopjacht op de moordenaar, maar zat telkens mis. Op 29 mei 2015 kreeg Aysen een SMS van een onbekend nummer, die haar 11 uur ergens wil treffen om de moordenaar bekend te maken. Als later Bianca uit de auto stapt, blijkt alles rond. Bianca heeft Ardil uit het raam gegooid.
In de periode rond het overlijden van Ardil Baydar viel ze ineens van de keukentrap. Na onderzoeken bleek dat ze mogelijk de ernstige ziekte ALS heeft. Ze wilde met niemand hierover delen. Ook niet met haar man Anton. Uiteindelijk is Julia hierachter gekomen, maar ze houdt het op haar verzoek geheim. Na uitgebreide onderzoeken in een ALS centrum is deze diagnose definitief. Julia wil het geheim niet langer verzwijgen en vertelt het stiekem aan Janine. Zij is geschrokken van het nieuws en probeert onopgemerkt haar te helpen. 
Uiteindelijk vertelt ze het haar gezin dat ze de ziekte ALS heeft en dat ze verantwoordelijk is voor Ardils dood. Ze werd eigenlijk gedwongen door Julia en Aysen omdat ze haar een week de tijd gaf om het te vertellen. Het hele gezin is erg geschrokken van het nieuws. Bianca overleed op 12 juni 2015 aan een hartstilstand.
Bianca kon het goed vinden met Janine Elschot, Laura Selmhorst, Nuran Baydar, Rikki de Jong, Julia Loderus en Lorena Gonzalez.